# Conus scalptus
Espèce
Statut de conservation UICN

 DD  : Données insuffisantes
Conus scalptus est une espèce de mollusques gastéropodes marins de la famille des Conidae.
Comme toutes les espèces du genre Conus, ces escargots sont prédateurs et venimeux. Ils sont capables de « piquer » les humains et doivent donc être manipulés avec précaution, voire pas du tout.

## Description
Le Conus scalptus est petit (16-45 mm) et a un poids moyen. La coquille est turbinée avec des côtés convexes, plutôt solide, polie, rainurée vers la base. Sa couleur est blanchâtre, avec de nombreuses lignes tournantes, brun clair, semblables à des cheveux. Le protoconque est blanc sale. La spire est striée en spirale, plutôt élevée, avec un apex aigu. Sa couleur est panachée de marron. Il y a six ou sept verticilles post-nucléaires avec de deux à quatre sillons spiralés incisés sur la face interne de chaque verticille.

## Distribution
La plupart des véritables Conus scalptus semblent provenir des Philippines, désignées comme localité type par Filmer (2011) au large de la Papouasie-Nouvelle-Guinée.

### Niveau de risque d’extinction de l’espèce
Selon l'analyse de l'UICN réalisée en 2011 pour la définition du niveau de risque d'extinction, cette espèce a une petite aire de répartition géographique aux Philippines et en Papouasie-Nouvelle-Guinée. Les informations sur cette espèce ne sont basées que sur quelques spécimens. Cette espèce a un habitat marin peu profond, jusqu'à 20 m de profondeur, cependant, très peu d'informations sont disponibles pour cette espèce. Nous l'avons donc inscrite dans la catégorie Données insuffisantes. Nous recommandons des recherches supplémentaires sur sa population, les informations sur son habitat et les menaces plausibles.

## Taxonomie

### Publication originale
L'espèce Conus scalptus a été décrite pour la première fois en 1843 par l'éditeur et naturaliste britannique Lovell Augustus Reeve dans « Conchologia Iconica, or, illustrations of the shells of molluscous animals »,.

### Synonymes
- Conus (Phasmoconus) scalptus Reeve, 1843 · appellation alternative
- Phasmoconus scalptus (Reeve, 1843) · non accepté